# Golfe d'Olbia
Le golfe d’Olbia (en italien : golfo di Olbia) est un golfe d'Italie situé dans la mer Méditerranée, près de la ville d'Olbia, sur la côte orientale de la Sardaigne.

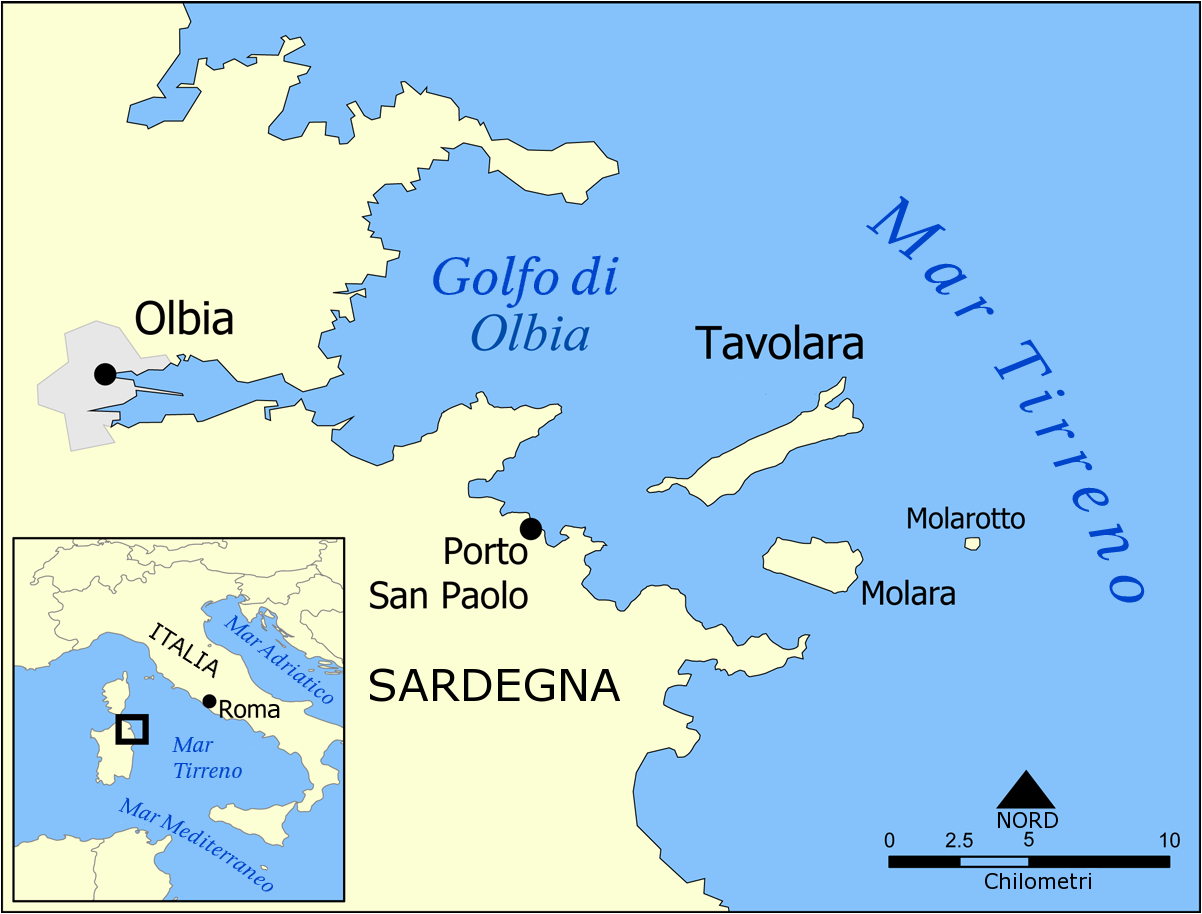
Golfe d’Olbia